# Далмасіо Велес Сарсфілд
Далма́сіо Ве́лес Са́рсфілд (ісп. Dalmacio Vélez Sarsfield; 18 лютого 1800, Амбой, провінція Кордова — 30 червня 1875, Буенос-Айрес, Аргентина) — аргентинський правознавець, політик і державний діяч, реформатор та кодифікатор законодавства, автор Цивільного кодексу Аргентини 1869 року, який залишався чинним до 2015 року, коли його замінив новий Цивільний та торговий кодекс (ісп. Código Civil y Comercial de la Nación).
На честь Велес Сарсфілда названі містечко у провінції Кордова, футбольний клуб, проспект, район і лікарня у Буенос-Айресі, а також вулиці у багатьох аргентинських містах.